# Championnat du monde de snooker seniors 2022
Le Championnat du monde seniors 2022 est un tournoi de snooker sur invitation réservé aux joueurs de plus de 40 ans, ne figurant pas dans top 64 du classement mondial. Il est organisé par la World Professional Billiards and Snooker Association et a lieu du 4 mai 2022 au 8 mai 2022 au Crucible Theatre de Sheffield en Angleterre. 
Il s'agit de la 13e édition du tournoi lequel se déroule annuellement depuis 1991. Le vainqueur se qualifie pour le tournoi champion des champions. Le tournoi est retransmis sur la BBC.

## Participants

### Membres permanents
- Jimmy White
- Ken Doherty
- Stephen Hendry
- Joe Johnson
- John Parrott

### Joueurs invités
- David Lilley (champion en titre)
- Peter Lines (vainqueur du Championnat du Royaume-Uni seniors)
- Michael Holt
- Tony Knowles
- Maria Catalano
- Ahmed Aly Elsayed (nomination continentale)
- Wael Talaat (nomination continentale)
- Frank Sarsfield (nomination continentale)

### Joueurs qualifiés
- Philip Williams (1er tournoi qualificatif de décembre 2021)[2]
- Stuart Watson (2e tournoi qualificatif de décembre 2021)[3]
- Nigel Bond (1er tournoi qualificatif de février 2022)[4]
- Lee Walker (2e tournoi qualificatif de février 2022)[5]

- Michael Judge (tournoi qualificatif de décembre 2019 pour le Masters d'Irlande seniors - annulé)[6]
- Rory McLeod (tournoi qualificatif de décembre 2019 pour le Masters d'Irlande seniors - annulé)

- Wayne Cooper (tournoi qualificatif de février 2020 pour le Masters seniors - annulé)[7]
- Darren Morgan (tournoi qualificatif de janvier 2021 pour le Masters seniors - annulé)[8]

- Bob Chaperon
- Patrick Wallace
- Gary Filtness

## Déroulement et faits marquants
David Lilley est le tenant du titre, lui qui s'était imposé 5-3 face à Jimmy White l'an passé. Il est éliminé en demi-finales par Lee Walker, le gallois renversant le score alors qu'il était mené 3-0. Walker remporte son premier titre sur le circuit seniors en battant Jimmy White en finale sur le score de 5 manches à 4, après avoir gagné les trois dernières manches avec des breaks de 79 et 83 points. White a malheureusement pour lui perdu en finale pour la deuxième année consécutive.
À la suite de sa défaite au premier tour, John Parrott annonce son retrait du circuit seniors.

## Tableau principal
|  | 1er tour au meilleur des 5 manches | 1er tour au meilleur des 5 manches |  |  | 2e tour au meilleur des 5 manches | 2e tour au meilleur des 5 manches |             |              | Quarts de finale au meilleur des 7 manches | Quarts de finale au meilleur des 7 manches |  |  | Demi-finales au meilleur des 7 manches | Demi-finales au meilleur des 7 manches |  |  | Finale au meilleur des 9 manches | Finale au meilleur des 9 manches |
|  |                                    |                                    |  |  |                                   |                                   |             |              |                                            |                                            |  |  |                                        |                                        |  |  |                                  |                                  |
|  |                                    |                                    |  |  |                                   |                                   |             |              |                                            |                                            |  |  |                                        |                                        |  |  |                                  |                                  |
|  |                                    |                                    |  |  | David Lilley                      | 3                                 |             |              |                                            |                                            |  |  |                                        |                                        |  |  |                                  |                                  |
|  | Bob Chaperon                       | 1                                  |  |  | Philip Williams                   | 2                                 |             |              |                                            |                                            |  |  |                                        |                                        |  |  |                                  |                                  |
|  | Philip Williams                    | 3                                  |  |  |                                   |                                   |             | David Lilley | 4                                          |                                            |  |  |                                        |                                        |  |  |                                  |                                  |
|  |                                    |                                    |  |  | Michael Holt                      | 0                                 |             |              |                                            |                                            |  |  |                                        |                                        |  |  |                                  |                                  |
|  |                                    |                                    |  |  | Michael Holt                      | 3                                 |             |              |                                            |                                            |  |  |                                        |                                        |  |  |                                  |                                  |
|  | Darren Morgan                      | 3                                  |  |  | Darren Morgan                     | 1                                 |             |              |                                            |                                            |  |  |                                        |                                        |  |  |                                  |                                  |
|  | Patrick Wallace                    | 2                                  |  |  |                                   |                                   |             | David Lilley | 3                                          |                                            |  |  |                                        |                                        |  |  |                                  |                                  |
|  |                                    |                                    |  |  | Lee Walker                        | 4                                 |             |              |                                            |                                            |  |  |                                        |                                        |  |  |                                  |                                  |
|  |                                    |                                    |  |  | Ken Doherty                       | 3                                 |             |              |                                            |                                            |  |  |                                        |                                        |  |  |                                  |                                  |
|  | Ahmed Aly Elsayed                  | 1                                  |  |  | Wayne Cooper                      | 1                                 |             |              |                                            |                                            |  |  |                                        |                                        |  |  |                                  |                                  |
|  | Wayne Cooper                       | 3                                  |  |  |                                   |                                   | Ken Doherty | 2            |                                            |                                            |  |  |                                        |                                        |  |  |                                  |                                  |
|  |                                    |                                    |  |  | Lee Walker                        | 4                                 |             |              |                                            |                                            |  |  |                                        |                                        |  |  |                                  |                                  |
|  |                                    |                                    |  |  | Stephen Hendry                    | 0                                 |             |              |                                            |                                            |  |  |                                        |                                        |  |  |                                  |                                  |
|  | Lee Walker                         | 3                                  |  |  | Lee Walker                        | 3                                 |             |              |                                            |                                            |  |  |                                        |                                        |  |  |                                  |                                  |
|  | Tony Knowles                       | 0                                  |  |  |                                   |                                   |             | Lee Walker   | 5                                          |                                            |  |  |                                        |                                        |  |  |                                  |                                  |
|  |                                    |                                    |  |  | Jimmy White                       | 4                                 |             |              |                                            |                                            |  |  |                                        |                                        |  |  |                                  |                                  |
|  |                                    |                                    |  |  | Peter Lines                       | 3                                 |             |              |                                            |                                            |  |  |                                        |                                        |  |  |                                  |                                  |
|  | Michael Judge                      | 1                                  |  |  | Gary Filtness                     | 0                                 |             |              |                                            |                                            |  |  |                                        |                                        |  |  |                                  |                                  |
|  | Gary Filtness                      | 3                                  |  |  |                                   |                                   | Peter Lines | 4            |                                            |                                            |  |  |                                        |                                        |  |  |                                  |                                  |
|  |                                    |                                    |  |  | Nigel Bond                        | 1                                 |             |              |                                            |                                            |  |  |                                        |                                        |  |  |                                  |                                  |
|  |                                    |                                    |  |  | John Parrott                      | 0                                 |             |              |                                            |                                            |  |  |                                        |                                        |  |  |                                  |                                  |
|  | Nigel Bond                         | 3                                  |  |  | Nigel Bond                        | 3                                 |             |              |                                            |                                            |  |  |                                        |                                        |  |  |                                  |                                  |
|  | Stuart Watson                      | 0                                  |  |  |                                   |                                   | Peter Lines | 0            |                                            |                                            |  |  |                                        |                                        |  |  |                                  |                                  |
|  |                                    |                                    |  |  | Jimmy White                       | 4                                 |             |              |                                            |                                            |  |  |                                        |                                        |  |  |                                  |                                  |
|  |                                    |                                    |  |  | Jimmy White                       | 3                                 |             |              |                                            |                                            |  |  |                                        |                                        |  |  |                                  |                                  |
|  | Maria Catalano                     | 0                                  |  |  | Wael Talaat                       | 0                                 |             |              |                                            |                                            |  |  |                                        |                                        |  |  |                                  |                                  |
|  | Wael Talaat                        | 3                                  |  |  |                                   |                                   | Jimmy White | 4            |                                            |                                            |  |  |                                        |                                        |  |  |                                  |                                  |
|  |                                    |                                    |  |  | Rory McLeod                       | 1                                 |             |              |                                            |                                            |  |  |                                        |                                        |  |  |                                  |                                  |
|  |                                    |                                    |  |  | Joe Johnson                       | 1                                 |             |              |                                            |                                            |  |  |                                        |                                        |  |  |                                  |                                  |
|  | Rory McLeod                        | 3                                  |  |  | Rory McLeod                       | 3                                 |             |              |                                            |                                            |  |  |                                        |                                        |  |  |                                  |                                  |
|  | Frank Sarsfield                    | 0                                  |  |  |                                   |                                   |             |              |                                            |                                            |  |  |                                        |                                        |  |  |                                  |                                  |

## Finale
| Finale au meilleur des 9 manches Arbitre : Michaela Tabb |                          |                        |
| Lee Walker Pays de Galles                                | 5 - 4 ( - )              | Jimmy White Angleterre |
| 0 64                                                     | Centuries Meilleur break | 0 83                   |
| Lee Walker remporte le Championnat du monde seniors 2022 |                          |                        |

## Centuries

### Dans le tableau principal
- 138, 132  Jimmy White
- 121  Lee Walker

### Pendant les qualifications
- 122  Dharminder Singh Lilly
- 105  Fergal O'Brien
- 100  Richard Beckham